# Cyriocosmus leetzi
Espèce
Cyriocosmus leetzi est une espèce d'araignées mygalomorphes de la famille des Theraphosidae.

## Distribution
Cette espèce se rencontre en Colombie et au Venezuela.

## Étymologie
Cette espèce est nommée en l'honneur d'André Leetz, une personnalité connue et reconnue dans le monde de l'arachnologie.

## Publication originale
- Vol, 1999 : Description d'une nouvelle espece de Cyriocosmus Simon 1903 (Araneae, Theraphosidae), Cyriocosmus leetzi sp. n. de Colombie. Arachnides, vol. 43, p. 2-10.